# 박기풍
박기풍(朴麒豊, 1956년 2월 28일 ~ )은 대한민국의 정무직공무원이다. 

## 경력
- 1983.12 : 제27회 행정고시 합격
- 1998.03 : 건설교통부 토지이용계획과장
- 1999.01 : 건설교통부 지역계획과장
- 2003.04 : 건설교통부 토지정책과장
- 2004.06 : 건설교통부 총무과장
- 2005.03 : 건설교통부 규제개혁기획단장
- 2009.02 : 국토해양부 도시정책관
- 2010.02 : 국토해양부 도로정책관
- 2011.02 : 국토해양부 공공기관지방이전추진단 부단장
- 2011.07 ~ 2013.03 : 국토해양부 기획조정실장
- 2013.03 ~ 2014.02 : 국토교통부 제1차관
- 2015.04 ~ 2018.07 : 제17대 해외건설협회 회장
- 숭실대학교 겸임교수

## 학력
- 경복고등학교 졸업
- 서울대학교 영어교육학과 학사
- 서울대학교 대학원 행정학 석사
- 펜실베이니아 대학교 대학원 행정학 박사

| 전임 한만희 (국토해양부 제1차관) | 초대 국토교통부 제1차관 2013년 3월 13일 ~ 2014년 2월 27일 | 후임 김경식 |